# Дундзян
Дундзян (на китайски: 东江; на пинин: Dōngjiāng, букв. „Източна река“) е река в Южен Китай, в провинции Дзянси, Гуандун, вливаща се в залива Гуанджоу на Южнокитайско море. С дължина 523 km и площ на водосборния басейн 32 300 km² река Дундзян води началото си от планината Даюйлин (в планинската система Нанлин) в южната част на провинция Дзянси. Тече в посока юг-югозапад, а в най-долното течение – на запад, предимно през нископланински райони. Пълноводието ѝ е през втората половина на лятото, по време на мусонните дъждове. По течението ѝ е изградена каскада от няколко язовира (най-големи са Фенгшуба и Ксинфенгджанг), които регулират оттока ѝ, а водите им се използват за добив на електроенергия и за напояване на обширни земеделски райони. Плавателна е в долното си течение (до град Лунчуан) за плитко газещи речни съдове. Долината ѝ е гъсто населена, като най-големите селища са градовете Лаолун, Хойджоу, Шилун и др.